# Haindling
Haindling — баварський музичний гурт, який створив Ганс-Юрген Бюхнер і назвав іменем свого рідного містечка у Нижній Баварії у спільноті Гайзельхерінга.

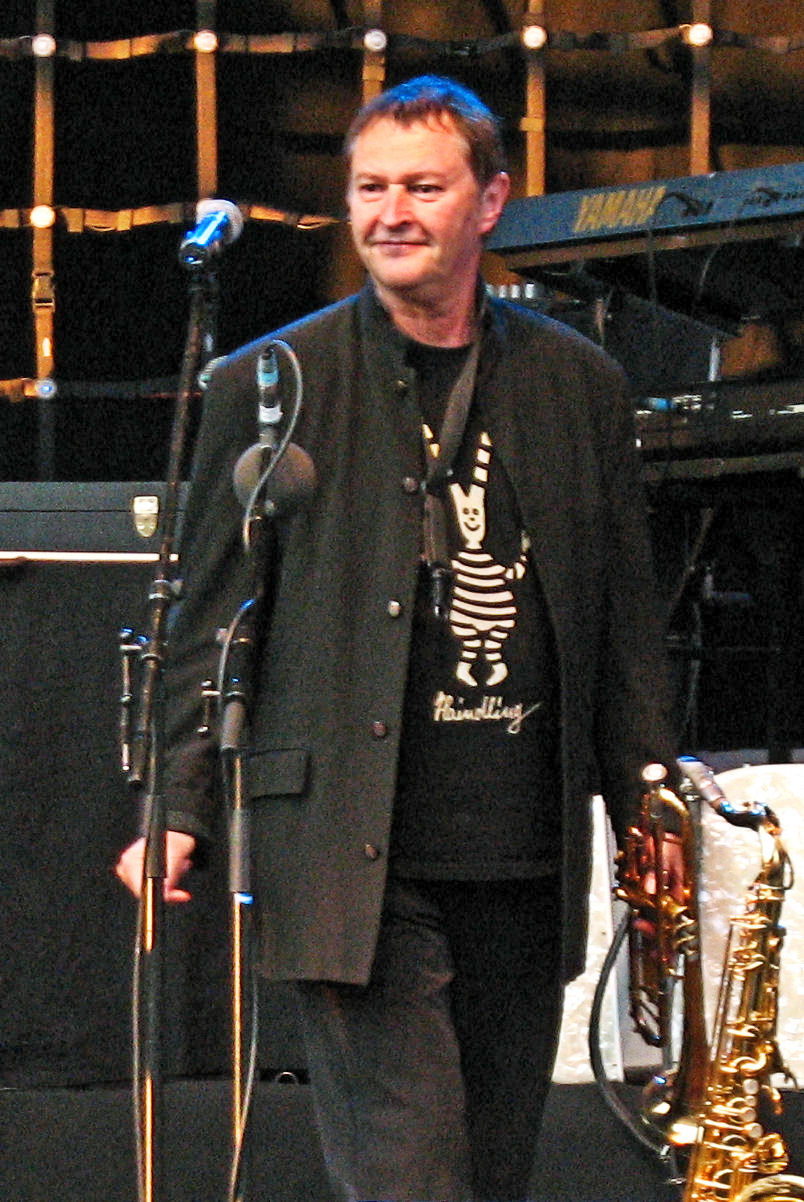
Ганс-Юрген Бюхнер

Музика гурту має сильний вплив джазу та баварської народної музики із текстами переважно баварським діалектом. Інтерес Бюхнера до екзотичних інструментів призводить до впливу музики із районів походження цих інструментів, таких як Африка, Тибет і Китай. За словами Бюхнера, він хоче, щоби завдяки його музиці, баварський діалект, що вимирає, жив далі.

## Відзнаки
- Pro meritis scientiae et litterarum[de] (2000)
- Баварський орден «За заслуги» (2005)
- Sonderpreis des Kulturpreises Bayern (2005)[1]
- Bayerischer Poetentaler[de] (2005) der Münchner Turmschreibe[de]r
- Großen Morisken (2008)[2]